# Белармино Багати
Камило Белармино Багати (на италиански: Camillo Bellarmino Bagatti) е италиански археолог и монах, работил през голяма част от живота си в Израел.
Роден е на 11 ноември 1905 година в Лари, Тоскана. През 1922 година постъпва във Францисканския орден, а през 1928 година е ръкоположен за свещеник. През 1934 година завършва Папската римска археологическа академия, след което постъпва в католическия институт „Студиум Библикум Франсисканум“ в Йерусалим. През следващите години се утвърждава като една от водещите фигури в института, който оглавява през периода 1968 – 1978 година, участва в множество разкопки и е смятан за един от най-авторитетните специалисти по библейска археология.
Белармино Багати умира на 7 октомври 1990 година в Йерусалим.